# مأوى الأحياء البرية
مأوى الأحياء البرية ( المأرضة) عبارة عن مأوى يأوي حيوانًا أو أكثر من  حيوان بريبالإضافة إلى جماعات من اللافقاريات الصغيرة أو الكائنات الحية الدقيقة التي تقوم باستهلاك وتحطيم بقايا الأنواع الرئيسية . هذه الجماعات من المحللات تعتبر بشكل عام ( طاقم التنظيف ) ، ويمكن أن يضم أنواعا من القشريات ، أنواعا من الحشرات ( سداسية الأرجل) ،ديدان الأرض أم أربعة وأربعين ، الخنافس كما يحدد على أساس التوافق بين بيئة الحيوان وأنواعه الرئيسية ( مثال : الغابات المدارية الماطرة مقابل الصحراء ). في المأوى البيولوجي المتكامل وظيفيا ( المأرضة ) ، يتم تحطيم كافة الفضلات عن طريق ( طاقم التنظيف ) ، طرح هذه الفضلات هو حاجة لنظافة المأوى ومنع انتشار الروائح . بينما تكوم معظم المآوي البرية ذات بيئة طبيعية ( تضم النباتات، التربة، الإضاءة، والترتيب الطبيعي) ، يمكن أن يكون المأوى حيويا دون وجود الهئية الطبيعية أو أن يكون ذو هيئة طبيعية لكن غير حيوي .

## التسييج ( التحديد )
على الرغم من أن تحديد المأوى يمكن أن يكون حيويا بإضافة المحللات والمادة الأساسية، بعض التسييجات ( المحددات ) تكون أيضا طبيعية باستخدام خشب PVC، الزجاج أو الأكريليك، المحددات الحيوية المستخدمة للدعامة غير شائعة .

## المادة الأساسية
المحددات الحيوية تتطلب وجود بعض أنواع المواد التي تشكل موطنا مناسبا لطاقم التنظيف، اختيار المادة الأساسية يتم تحديده من خلال موطن النوع الرئيسي ( مثال الغابة مقابل الصحراء)ويتم تشكيله من خلال مزج مواد متعددة مثل التربة العضوية ( الخالية من 
```
المبيدات الحشرية
 
والأسمدة
 غير البيولوجية ) ، الخشب الصخري، ألياف 
جوز الهند
 ، رمل، ألياف السفانجوم الطويلة، فرش من خشب 
السرو
 ، و لحاء 
الأوركيد
 بنسب متفاوتة .في المواطن الرطبة، يكون هناك طبقة من الصخور الخشنة أسفل المادة الأساسية  لتسمح بتسريب الماء، يتم فصلها عن الطبقة المحددة باستخدام فرش بلاستيكي ناعم.بالإضافة إلى ذلك، معظم المآوي البرية تضم فرشًا من الأوراق التي تشكل غذاءا لطاقم التنظيف.
```

## طاقم التنظيف

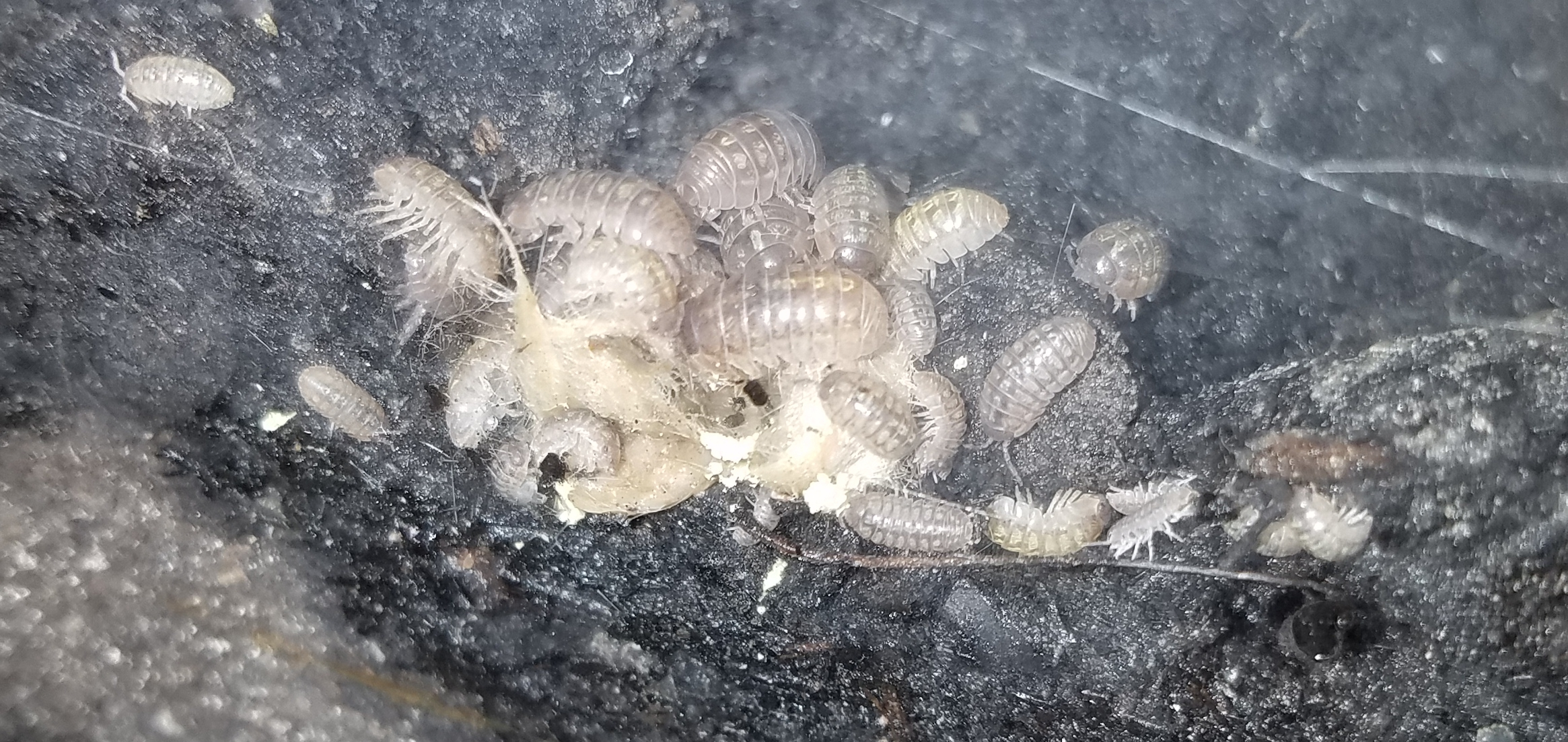
Isopods eating snake feces in a bioactive terrarium

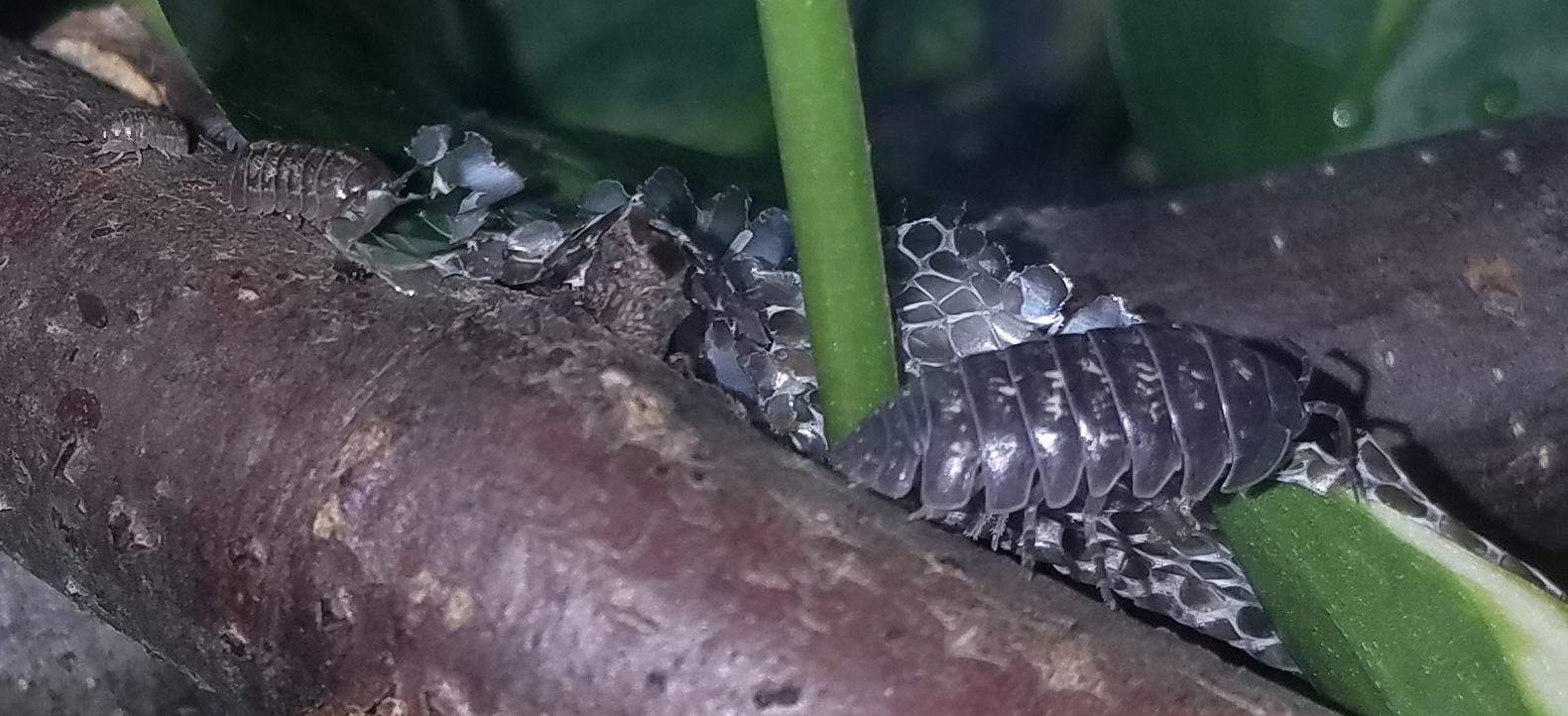
Isopods consuming a snake's shed skin in a bioactive terrarium

المخلفات التي تنتج من الكائنات الحية الرئيسية يتم استهلاكها من خلال مجموعة من اللافقاريات الصغيرة التي تدعى ( طاقم التنظيف) . تضم هذه الكائنات نوعًا من القشريات، أنواعا من الحشرات ( سداسية الأرجل) ،ديدان الأرض ، أم أربعة وأربعين ، و الخنافس، مع وجود أواع مختلفة يفضل وجودها في مواطن مختلفة - طاقم التظيف في الغابات المدارية الممطرة يمكن أن تعتمد بشكل رئيسي على الحشرات (سداسية الأرجل)، أنواعا من القشريات وديدان الأرض. بينما المواطن الصحراوية تعتمد بشكل رئيسي على الخنافس. إذا كانت الأنواع الموجودة في المأوى البري من مستهلكات الحشرات فهذا يمكن أن يؤدي إلى استهلاك الحشرات الموجودة ضمن طاقم التنظيف، لذلك يجب أن يمتلك طاقم التنظيف الاحتياطات الواجبة لتفادي هذا الأمر بالإضافة إلى ذلك، المآوي البرية تضم جماعات وافرة من البكتيريا و أنواع أخرى من الكائنات الحية الدقيقة تقوم بتحليل مخلفات طاقم التنظيف الفطريات ممكن أن تظهر، وإذا لم تكن سامة ممكن أن تكون غذاءا لطاقم التنظيف والكائنات الحية الرئيسية .

## روابط خارجية
- https://www.facebook.com/groups/bioactivegroup/